# لگ ۱۲۰۷۵
سیارک ۱۲۰۷۵ (به انگلیسی: 12075 Legg، نامگذاری:1998FX69) دوازده هزار و هفتاد و پنجمین سیارک کشف شده‌است که در ۲۰ مارس ۱۹۹۸ کشف شد.
قدر مطلق سیارک برابر ۱۷.۸ است.